# Arcadius Fanou
Arcadius Benoit Fanou (* 12. Januar 1972) ist ein beninischer Sprinter.

## Karriere
Fanou trat bei den Leichtathletik-Juniorenafrikameisterschaften 1995 im 100- sowie im 200-Meter-Lauf an. In den Finals belegte er mit 11,03 s den siebten, respektive mit 22,34 s den achten Platz.
Im Folgejahr nahm er als einer von fünf Sportlern seines Landes an den Olympischen Sommerspielen 1996 teil. Er trat beim 4-mal-100-Meter-Staffellauf an und belegte mit seinen Kollegen im vierten Vorlauf mit 40,79 s den sechsten Rang unter acht startenden Staffeln.
Bei den Leichtathletik-Weltmeisterschaften 2001 in der kanadischen Stadt Edmonton gehörte er zur 4-mal-100-Meter-Staffel seines Landes, die jedoch im ersten Vorlauf nicht antrat.

## Persönliche Bestzeiten
- 100 Meter: 10,51 s (1996)